# St. Wolfgang (Puschendorf)

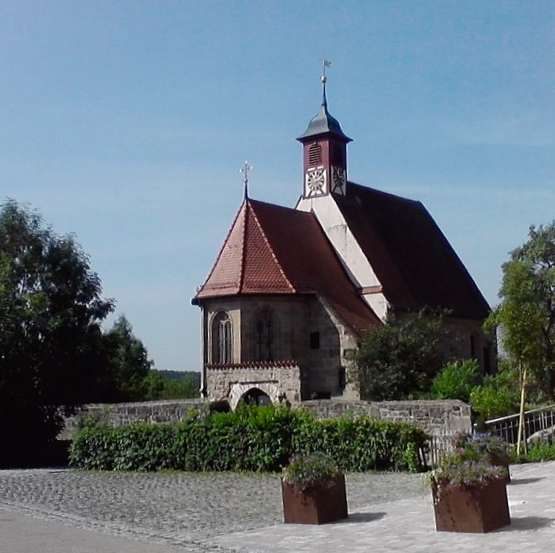
St. Wolfgang in Puschendorf

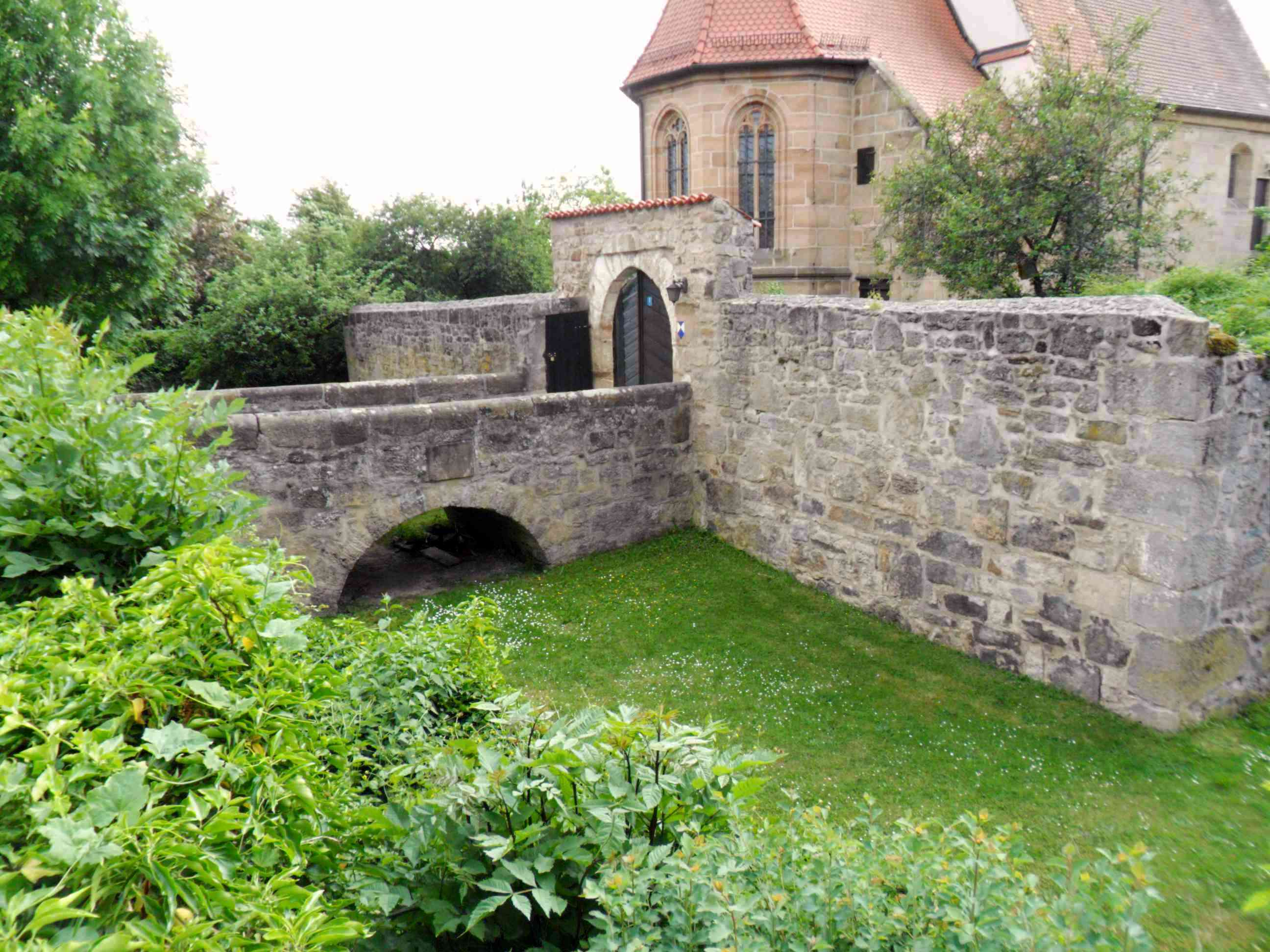
Ansicht von Nordosten mit ehemaliger Befestigung

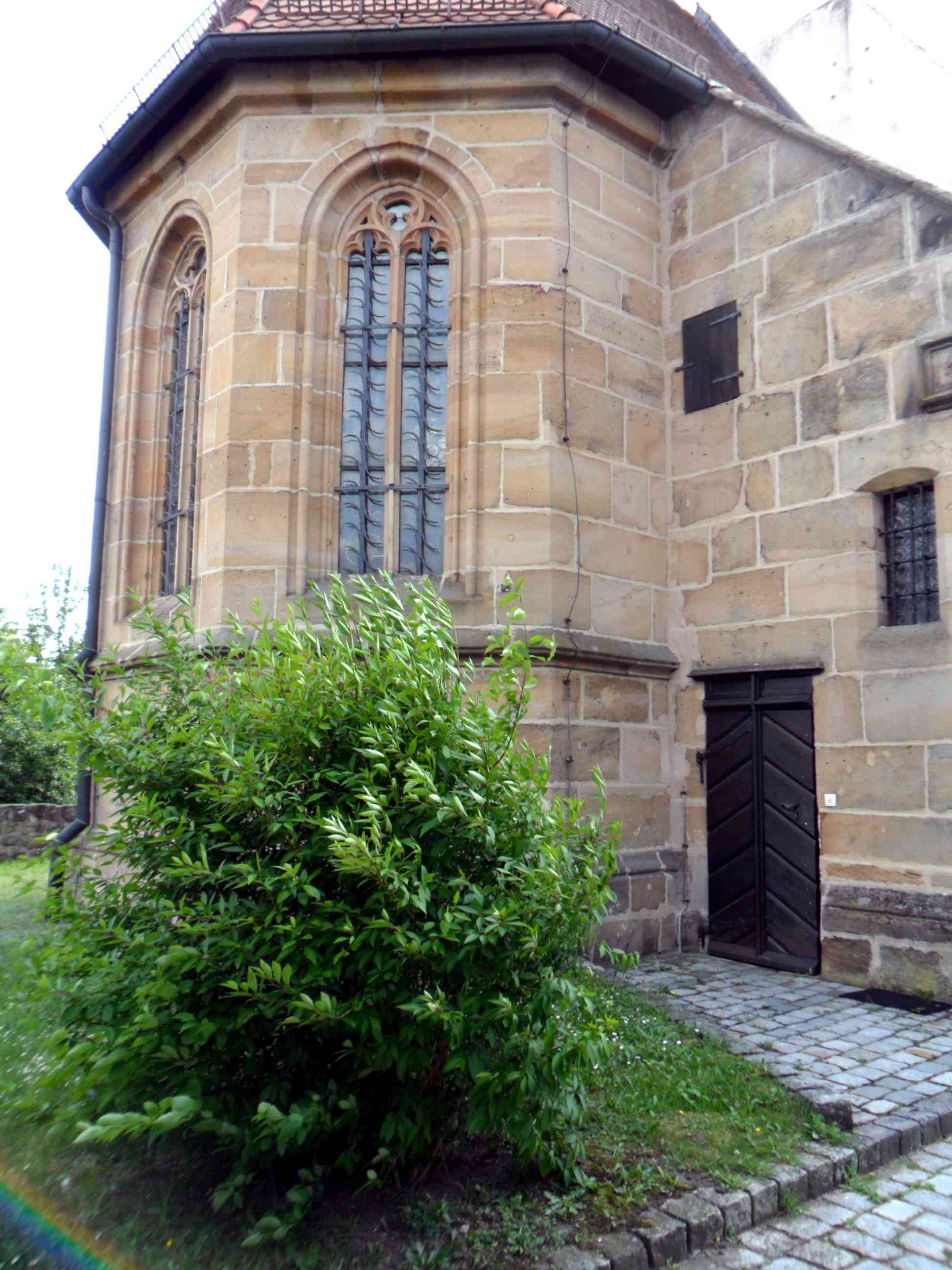
Chor von Nordosten

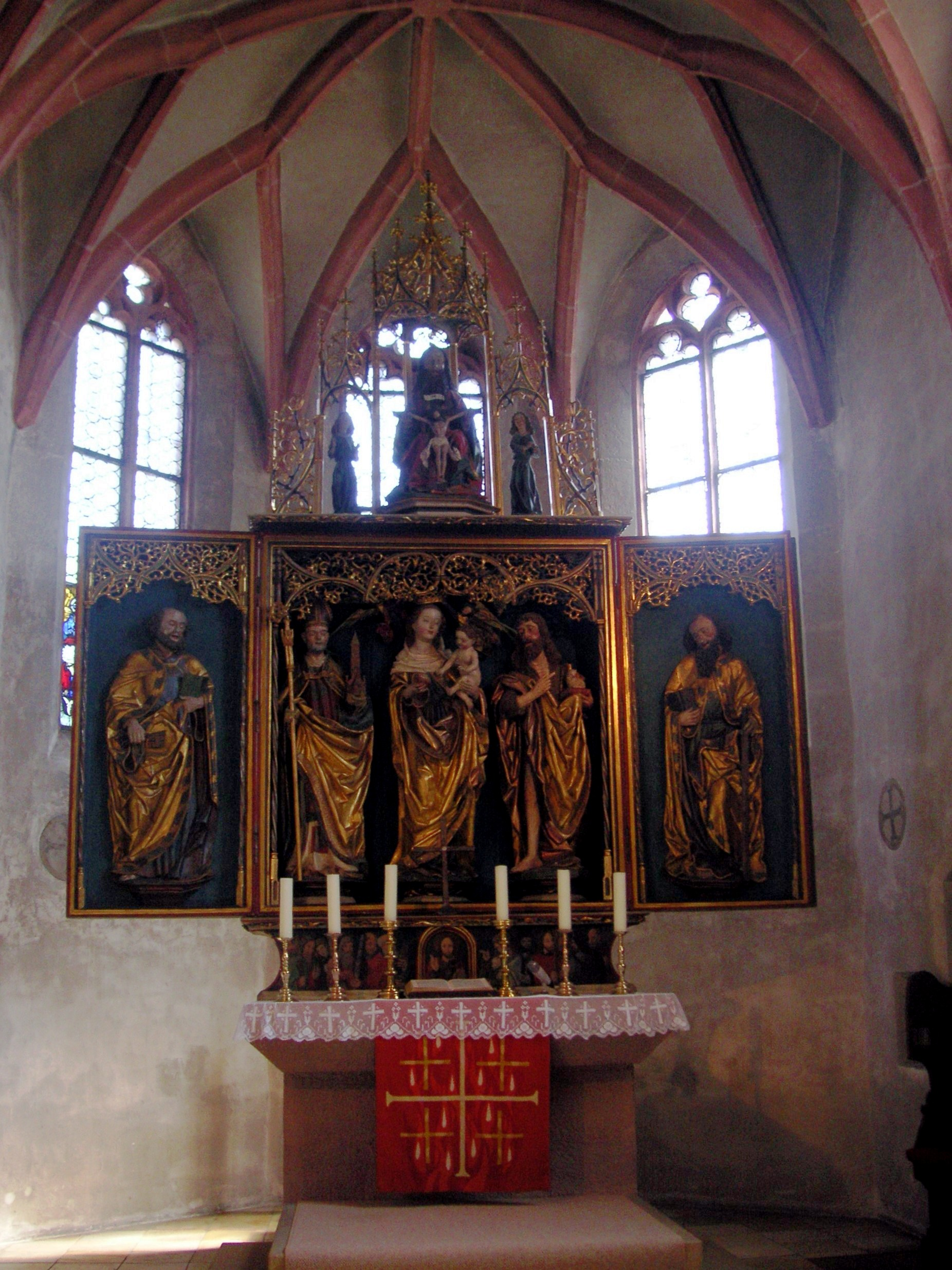
Innenansicht

Die evangelische Kirche St. Wolfgang ist eine spätgotische Saalkirche in Puschendorf im mittelfränkischen Landkreis Fürth. Sie gehört zur Kirchengemeinde St. Wolfgang im Dekanat Fürth im Kirchenkreis Nürnberg der Evangelisch-Lutherischen Kirche in Bayern.

## Geschichte und Architektur
Im Jahr 1469 wurde das Gelände des ehemaligen Jagdschlosses der Patrizierfamilie Haller aus Nürnberg durch das Kartäuserkloster Maria Zell in Nürnberg für den Bau der Kirche erworben. Diese  Wallfahrtskirche lag am Wolfgangs-Pilgerweg von Köln nach Regensburg. Sie wurde am 15. Juni 1491 geweiht.
Das spätgotische Bauwerk in Quadermauerwerk aus Sandstein wurde in den Jahren 1489–1491 durch Hermann Winkler und Michael Pernolt auf dem durch Mauer und Graben befestigten Burgstall errichtet. Die spätgotische Saalkirche besteht aus dem Langhaus mit korbbogigem, hölzernen Tonnengewölbe und einem eingezogenen Chor mit Fünfachtelschluss mit Netzgewölbe und Maßwerkfenstern. Die umlaufenden Emporen im Langhaus wurden um 1700 eingebaut. Das schlichte Äußere wird durch einen Dachreiter mit Haube und Uhr auf dem Langhausdach akzentuiert.

## Ausstattung
Die reiche spätgotische Ausstattung enthält unter anderem den bedeutenden Flügelaltar aus der Zeit um 1500 des Meisters des Puschendorfer Altars, der nach diesem Altar seinen Notnamen erhielt. Er zeigt im Schrein die Muttergottes, die Heiligen Wolfgang und Johannes den Täufer; weitere Heilige sind auf den Flügeln in Relief oder Malerei in Tempera oder Ölmalerei auf den Flügeln und der Rückseite des Schreins dargestellt. Im Gesprenge ist eine geschnitzte Darstellung des Gnadenstuhls zu sehen. 
Der stark überfasste Pestaltar im nördlichen Seitenschiff aus der Zeit um 1500 zeigt im Schrein die Heiligen Rochus und Sebastian; die Predella gehört dem 18. Jahrhundert an. Der südliche Seitenaltar ist der Marienaltar und wurde aus ursprünglich nicht zusammengehörigen Teilen zusammengesetzt. Die Muttergottes stammt aus den Jahren 1420–1440, die kleineren Relieffiguren der Apostel wurden nach 1400 geschaffen, die Gemälde wurden stark ergänzt. Die Kanzel wurde vermutlich 1778 eingebaut. Im Chor ist das Gestühl aus der Erbauungszeit erhalten. Die Orgel ist ein Werk der Firma G. F. Steinmeyer & Co. aus dem Jahr 1976 mit zehn Registern auf zwei Manualen und Pedal.
In den Chorfenstern sind 23 teils sehr wertvolle Kabinettscheiben aus der Zeit um 1500–1550 eingesetzt. Ein Kruzifix nürnbergischer Herkunft stammt aus der Zeit um 1500. Ein interessantes Tonrelief der heiligen Anna selbdritt aus der Zeit um 1500 stammt aus dem westfälischen Kartäuserkloster Wederen.